# Museu da Cidade de Estocolmo
O Museu da Cidade de Estocolmo (em sueco:  Stadsmuseet i Stockholm) é um museu dedicado à história de Estocolmo - desde a Idade Média até aos nossos dias. Fica na Södra Stadshuset em Slussen, Södermalm. O edifício foi completado em 1685. Na década de 1930 o museu mudou-se para este palácio e abriu ao público em 1942.
É o maior museu municipal da Suécia, e alberga colecções com mais de 300 000 itens de interesse histórico, 20 000 obras de arte e 3 milhões de fotografias.

## Galeria

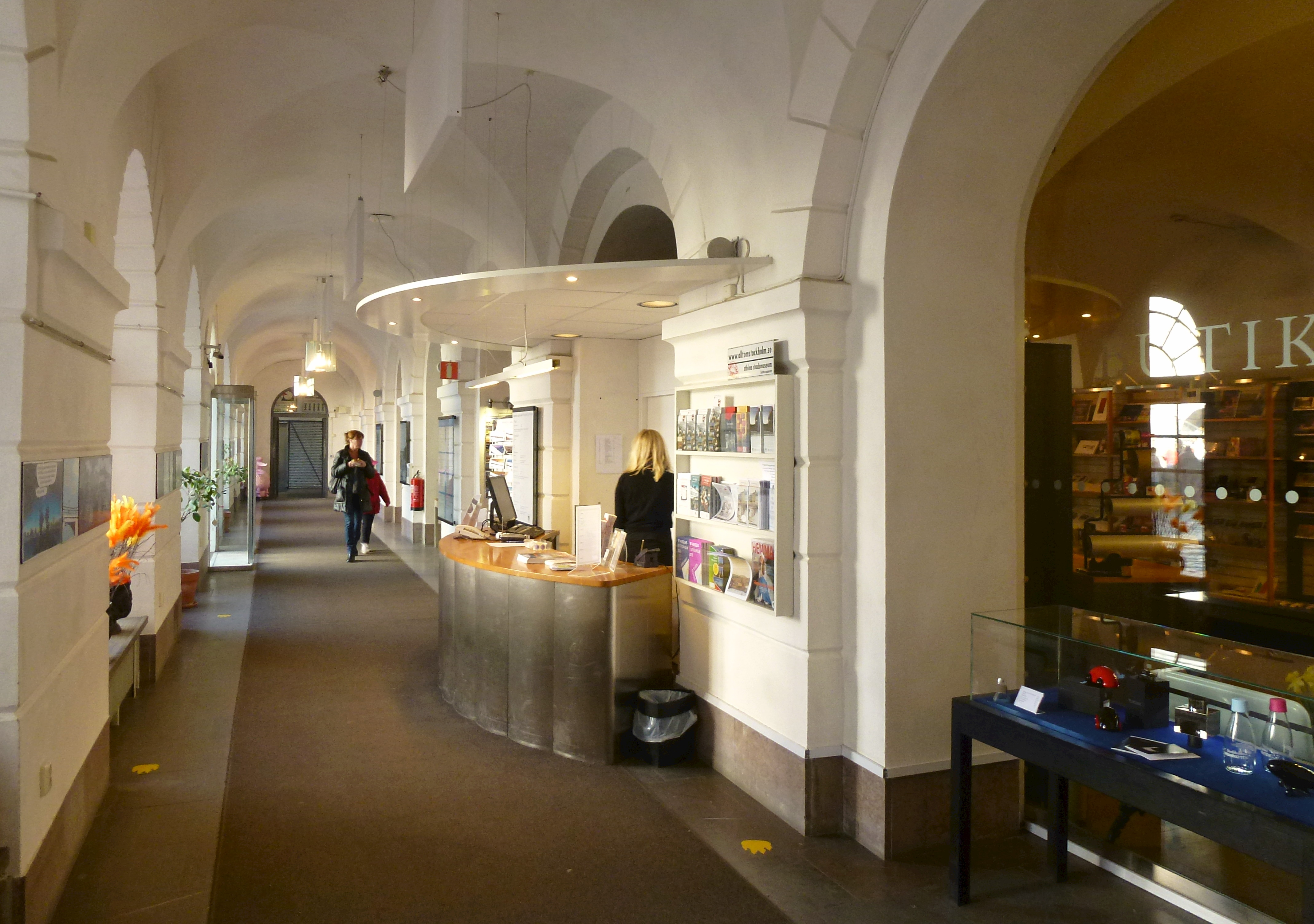
Entrada (Entré)
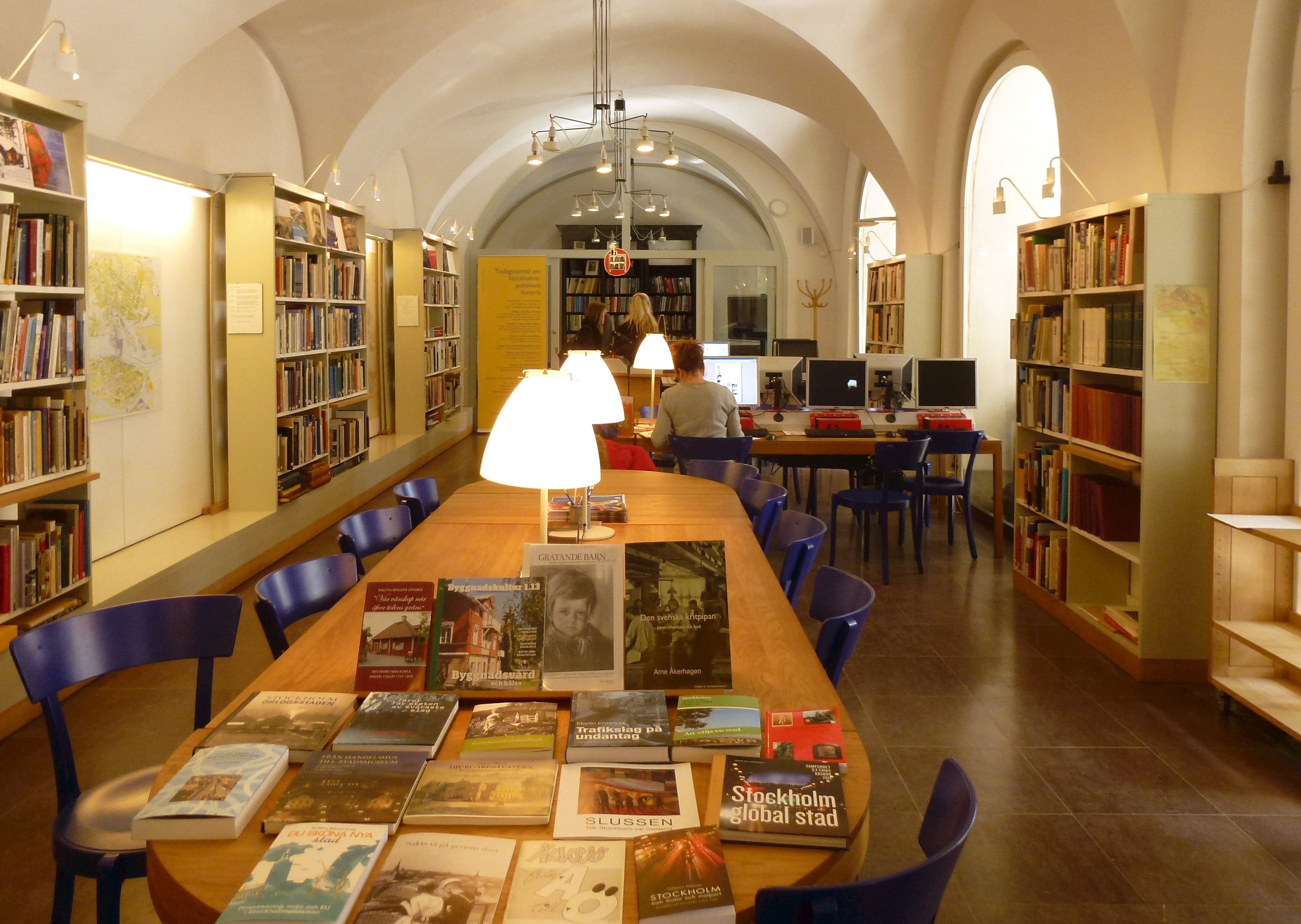
Sala dos factos (Faktarummet)
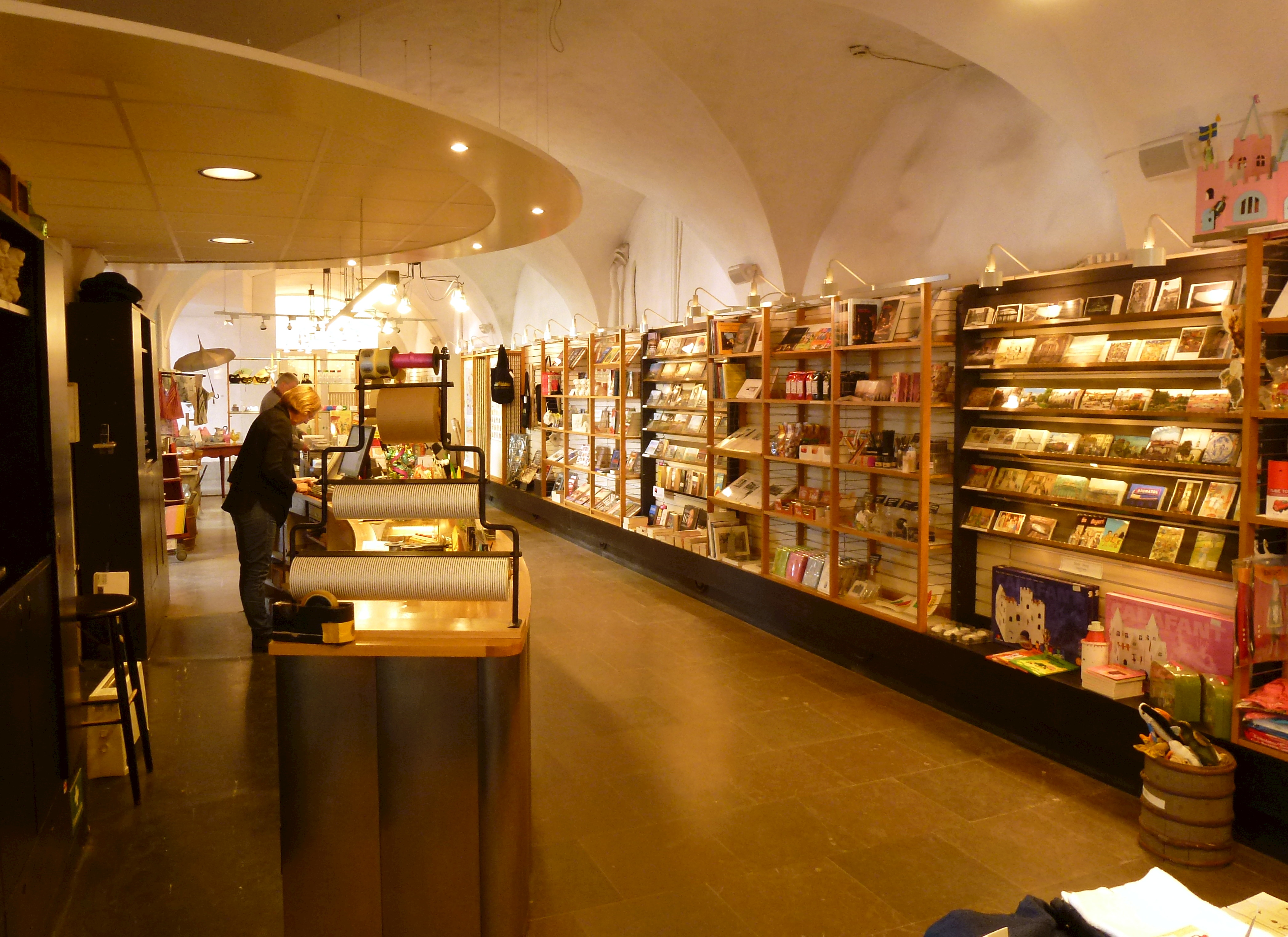
Loja (Butik)
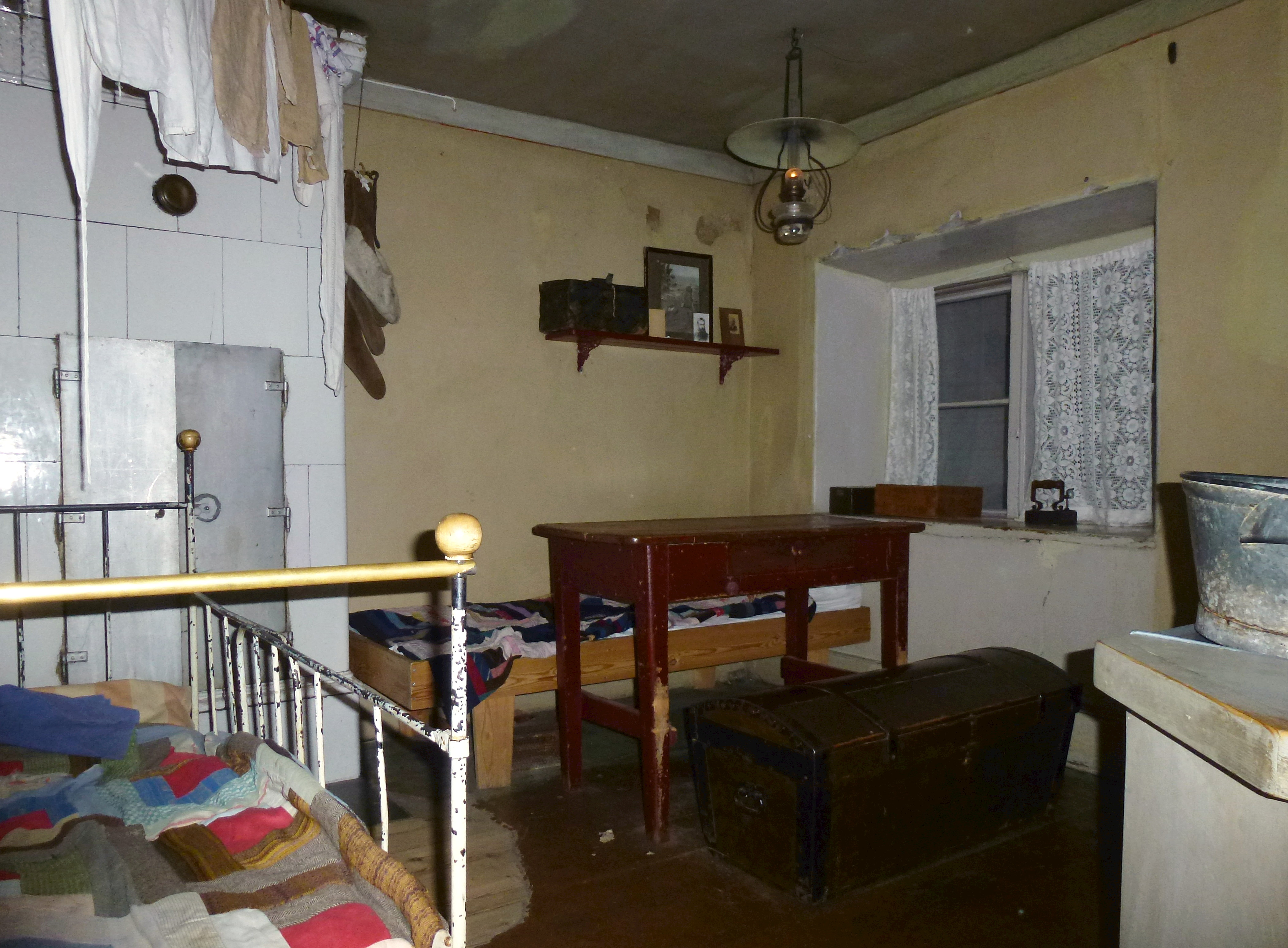
Apartamento da década de 1890